# Кирчурич
Кирчурич — ручей на полуострове Камчатка в России. Длина — 32 км.
Впадает в протоку Кривую реки Камчатки справа на расстоянии 26 км от устья. Берёт начало из ледников Ключевской Сопки. Ранее принимала слева приток — реку Крутенькую.
По данным государственного водного реестра России относится к Анадыро-Колымскому бассейновому округу. Код водного объекта 19070000112220000017128.